# Junius Street
Junius Street è una fermata della metropolitana di New York, situata sulla linea IRT New Lots. Nel 2019 è stata utilizzata da 676 092 passeggeri. La stazione è servita principalmente dalla linea 3, tranne di notte quando è servita dalla linea 4. Durante le ore di punta fermano occasionalmente alcune corse delle linee 2, 4 e 5.

## Storia
La stazione e il resto della linea IRT New Lots furono realizzate come parte del contratto 3 dei Dual Contracts, stipulato nel 1913 tra la città di New York e l'Interborough Rapid Transit Company (IRT). I lavori di costruzione iniziarono nel 1917. Venne inaugurata il 22 novembre 1920 come capolinea temporaneo della linea. Divenne una stazione di transito con l'apertura della stazione di Pennsylvania Avenue il 24 dicembre 1920.
Nel 1961 furono completati i lavori di estensione delle banchine per permettere di accogliere treni con dieci carrozze. Nel novembre 1976 la New York City Transit Authority (NYCTA) avviò una gara per appaltare la sostituzione delle banchine in legno della stazione con banchine in calcestruzzo. Tra il 5 ottobre 2016 e il 19 giugno 2017 la stazione è stata chiusa per essere ristrutturata, come parte del piano di investimenti 2010-2014 della Metropolitan Transportation Authority (MTA).

## Strutture e impianti
La stazione è posta su un viadotto al di sopra di Livonia Avenue, ha tre binari e due banchine laterali. Il mezzanino, posizionato sotto il piano binari, ospita le scale per accedere alle banchine, i tornelli e le due scale per il piano stradale che portano al lato sud di Livonia Avenue tra Powell Street e Sackman Street.
Nel 2017, nell'ambito dell'iniziativa della MTA "Arts & Design", nella stazione sono stati installati dei pannelli realizzati dall'artista Beatrice Lebreton intitolati Wisdom Along the Way e ispirati al carattere multiculturale del quartiere.

## Interscambi
La stazione è servita da alcune autolinee gestite da NYCT Bus. A est della stazione si trova la stazione Livonia Avenue della linea BMT Canarsie servita dai treni della linea L, benché non esista un collegamento diretto con questa stazione è possibile cambiare linea gratuitamente usando la MetroCard o l'OMNY.
- Fermata metropolitana (Livonia Avenue, linea L)
- Fermata autobus